# Nirvana (gruppo musicale)
I Nirvana sono stati un gruppo rock alternativo statunitense originario di Aberdeen, nello Stato di Washington, tra gli esponenti di maggior successo del così detto grunge. Sono stati attivi tra il 1987 e il 1994, anno della morte suicida del frontman Kurt Cobain, e hanno segnato culturalmente e socialmente l'epoca della Generazione X. La band è entrata nella Rock & Roll Hall of Fame nel 2014.

## Storia e stile del gruppo

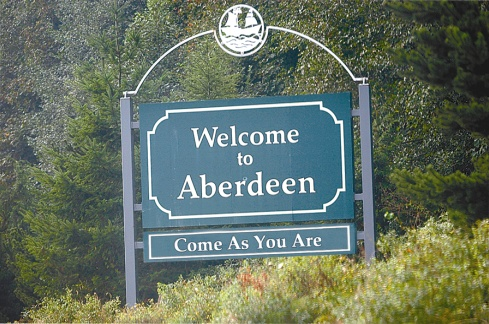
Il cartello d'ingresso della città di Aberdeen sottotitolato Come as You Are

Alla fine degli anni ottanta Aberdeen è una cittadina di 9 000 abitanti situata a 70 km da Olympia, capitale dello Stato, e oltre 170 da Seattle. Qui, nel 1985, Kurt Cobain incontra Dale Crover e Greg Hokanson, con cui forma i Fecal Matter. Il trio registra un paio di demo a casa della zia di Cobain, Mary. Il secondo, Illiteracy Will Prevail, contiene i brani Downer e Spank Thru, che faranno parte del repertorio dei Nirvana. Buzz Osborne, cantante e chitarrista dei concittadini Melvins, band di cui Cobain è grande fan, lo presenta a Krist Novoselic, come lui interessato al punk. I due fondano un gruppo chiamato The Stiff Woodies, poi cambiato in Nirvana. Il nome viene scelto per comunicare un senso di pace e benessere, distinto dall'attitudine di gruppi come gli Angry Samoans.
(Kurt Cobain)
Poco dopo il primo concerto con questo nome, entra Chad Channing come batterista.
Il primo singolo della band è Love Buzz (Sub Pop Records 1988) cover dell'omonimo brano degli Shocking Blue che riceve una buona accoglienza. Segue l'album di debutto Bleach (Sub Pop Records 1989) prodotto da Jack Endino e influenzato dal suono dei Melvins e dallo sludge metal. Il titolo dell'album è ispirato ad una campagna anti AIDS che invitava i tossicodipendenti a pulire gli aghi con la candeggina. La canzone About a Girl è dedicata alla compagna di Cobain, la fotografa Tracy Marander. L'amico Jason Everman, poi secondo chitarrista del gruppo, paga i 600 dollari necessari alla registrazione del disco. Sull'evolvere dello stile del gruppo Cobain dichiara:
Dopo una serie di avvicendamenti alla batteria (Dale Crover dei Melvins, Dan Peters dei Mudhoney) entra in pianta stabile Dave Grohl, già nel gruppo punk hardcore Scream.
(Krist Novoselic)
Il passaggio del gruppo dall'etichetta indipendente Sub Pop ad una major avviene grazie all'intercessione della bassista Kim Gordon dei Sonic Youth e ai consigli della manager Susan Silver, sfruttando la scia delle band di Seattle quali Soundgarden ed Alice in Chains, già sotto contratto rispettivamente con A&M e Columbia. Pur essendo la band presentata dai media mainstream come fautrice dell'esplosione del fenomeno grunge, va detto che la stessa è stata possibile grazie ad una scena musicale particolarmente fertile e vivace fin dalla metà degli anni ottanta, che ha ottenuto l'attenzione delle major discografiche e dei media nazionali ben prima del successo di Nevermind:
(Mark Arm, Mudhoney)
(Eddie Vedder, Pearl Jam)
Tra le influenze musicali del gruppo vi sono Black Sabbath, Pixies, Cheap Trick, The Vaselines, Meat Puppets, Devo e The Raincoats:
(Kurt Cobain)
Esce il secondo album, Nevermind (Geffen Records 1991), prodotto da Butch Vig e registrato ai Sound City Studios di Van Nuys. Trainato dal singolo Smells Like Teen Spirit, il cui titolo è ispirato ad una scritta sul muro di Kathleen Hanna delle Bikini Kill e il cui video viene trasmesso in heavy rotation su MTV, il disco ottiene un enorme successo commerciale in tutto il mondo e nel gennaio 1992 conquista la prima posizione nella classifica Billboard 200, scalzando Dangerous di Michael Jackson. Applaudito dalla critica, è considerato l'album più rappresentativo della scena cosiddetta grunge e uno dei più significativi del decennio. Tra le influenze dichiarate del disco ci sono i Pixies:
(Kurt Cobain)
(Krist Novoselic, Spin, 2020)
La band diventa celebre nel giro di poche settimane, e Cobain compare sulle copertine delle principali riviste, da Rolling Stone a Spin, da The Face a Sassy. La dichiarata attitudine punk e il sopraggiunto status di rockstar sembrano però due dimensioni difficili da conciliare per la band:
(Butch Vig)
(Amy Finnerty, executive MTV)
La band partecipa a Rock for choice (1991) serie di concerti di sensibilizzazione sui diritti alla libertà sessuale e riproduttiva delle donne organizzata dalle L7.
Dopo il matrimonio di Kurt Cobain con la cantante delle Hole, Courtney Love, e la nascita della figlia Frances Bean, la band si esibisce in uno dei concerti più memorabili della sua storia Reading Festival e agli MTV Video Music Awards, dove suonano Lithium, l'ultimo singolo, anziché Rape me, canzone sullo stupro, sgradita ai dirigenti dell'emittente. La serata è segnata da problemi tecnici, nervosismo e provocazioni, nonché da un diverbio con Axl Rose nel backstage.
Esce poi la raccolta di rarità Incesticide (Geffen Records, 1992), contenente sia singoli ed EP già pubblicati, tra cui Sliver e Dive, sia tracce di alcune sessioni con la BBC, tra cui Been a Son e Aneurysm, sia cover di The Vaselines e Devo.
Il terzo album, In Utero (Geffen Records 1993) debutta alla posizione numero uno della Billboard 200 e ottiene una buona accoglienza di critica, pur non eguagliando il successo del predecessore. L'esperienza con il produttore Steve Albini, già con i Pixies, pur fortemente voluto da Cobain, non si rivela del tutto positiva e soddisfacente per la band, che opta per una lavorazione ulteriore delle tracce
(Steve Albini)
In giugno la band partecipa a sorpresa al Mia Zapata benefit a Seattle, concerto organizzato per finanziare le indagini sull'assassinio di Mia Zapata, cantante della band The Gits, stuprata e uccisa a Seattle. In autunno la band intraprende un grande tour negli Stati Uniti, arruolando Pat Smear, ex Germs, come secondo chitarrista, e si esibisce in un concerto acustico per la serie MTV Unplugged. Tranne All Apologies e Come as You Are, la band esclude dalla scaletta i brani più famosi del repertorio.

I Nirvana ospiti nel programma televisivo italiano Tunnel nel 1994, ultima apparizione pubblica di Kurt Cobain

Nel 1994 la band parte per il tour europeo, che viene sospeso dopo pochi mesi per problemi di salute di Cobain, ricoverato a Roma per intossicazione da farmaci e alcolici. In aprile Cobain, da qualche tempo ripiombato nella dipendenza da eroina, viene trovato morto nella sua casa di Seattle. Stando ad indagini, ricostruzioni e referti, trattasi di suicidio.
MTV Unplugged in New York (Geffen Records 1994) che contiene cover di Meat Puppets, David Bowie e Lead Belly, si rivela essere l'album-testamento dei Nirvana e una delle esibizioni più intense e acclamate della serie. È il primo di una lunga serie di uscite postume.
(Alex Coletti, executive MTV)
Alla morte di Cobain, i Nirvana si sciolgono in via definitiva e i membri superstiti proseguono la loro carriera musicale seguendo strade separate: Grohl nei Foo Fighters e Novoselic in progetti vari. Si ritroveranno nel 2012 a New York in occasione del concerto in memoria delle vittime dell'uragano Sandy, con alla voce lo storico membro dei Beatles Paul McCartney. Lo stesso quartetto si esibisce poco dopo al Saturday Night Live. Nel 2020, in occasione di un altro show benefico a Los Angeles, si esibiscono con St. Vincent e Beck.
Nel 2025 il gruppo si riunisce in due occasioni: a gennaio per il concerto di beneficenza Fire Aid a Los Angeles insieme a St. Vincent, Kim Gordon dei Sonic Youth, Joan Jett e Violet Grohl, figlia di Dave, mentre a febbraio si esibiscono insieme a Post Malone per il cinquantesimo anniversario del Saturday Night Live.

### Eredità musicale e culturale
Come altre band coeve della scena di Seattle, i Nirvana hanno fortemente influenzato numerose rock band attive dalla metà degli anni novanta, tra cui Bush, Nickelback, Seether, Silverchair, Queens of the Stone Age, Weezer, Powderfinger, The Pretty Reckless, Lifehouse e Thirty Seconds to Mars.

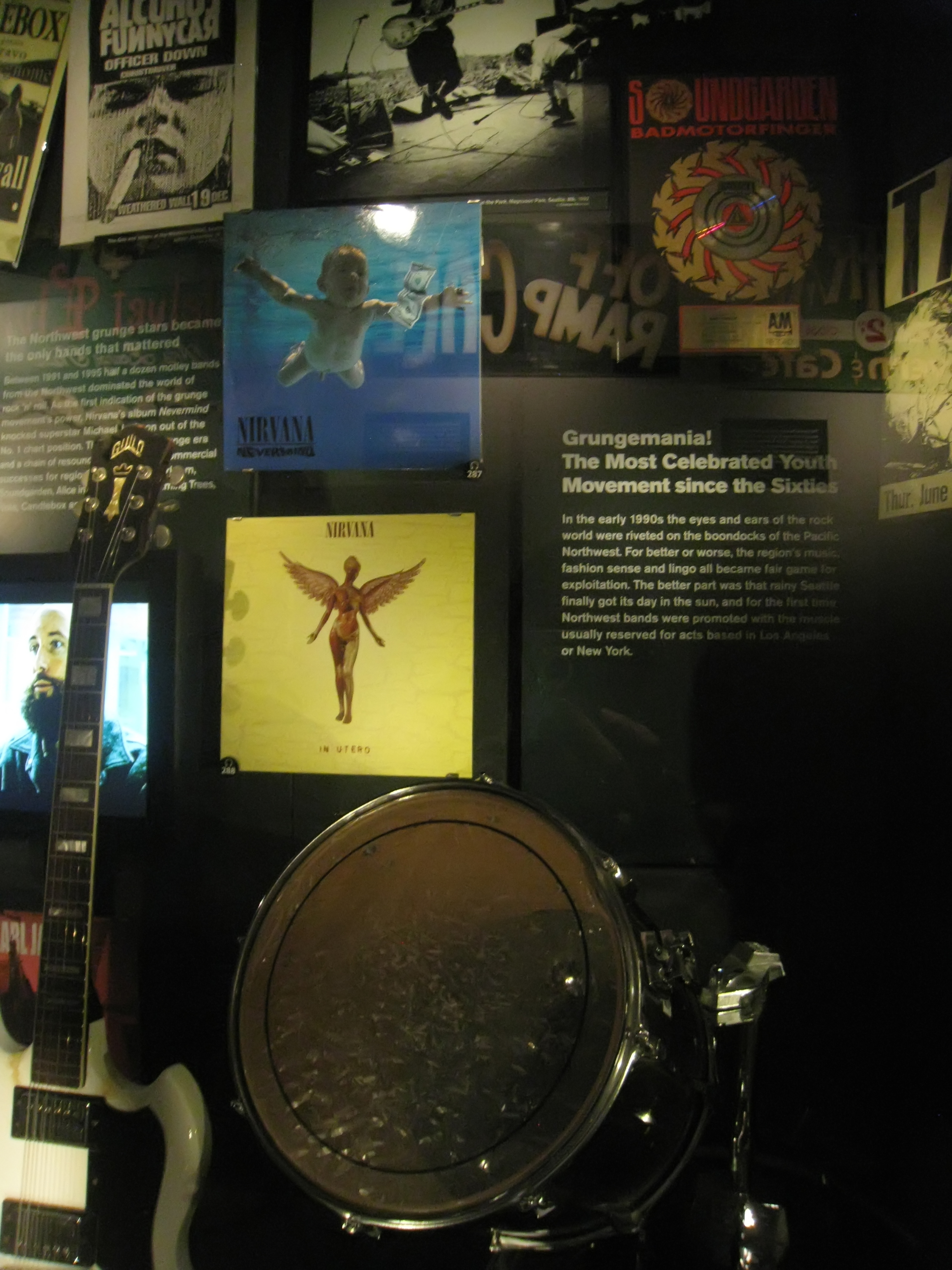
Memorabilia dei Nirvana, MoPop Museum, Seattle. Foto Razvan Orendovici.

Nella cultura di massa, i Nirvana sono considerati una delle band più rappresentative della cosiddetta Generazione X, con Cobain elevato a icona e portavoce, in parte suo malgrado. Uno degli elementi di discontinuità più significativi rispetto alla scena rock precedente è la messa in discussione di certi stereotipi di stampo macho-sessista, certamente influenzata dalla frequentazione con Tobi Vail delle Bikini Kill, band di punta del movimento punk femminista riot grrrl originatosi nella vicina Olympia, capitale dello Stato:
(Kurt Cobain)
C'è, inoltre, una significativa componente di immedesimazione che connette i Nirvana ad un pubblico che nella loro musica e nei loro testi ritrova la rabbia, la frustrazione, il senso di inadeguatezza e di impotenza:
(Krist Novoselic, Spin, 2020)
Parte integrante della cultura pop, i Nirvana sono presenti in produzioni televisive, quali la serie Cold Case - Delitti irrisolti, I Simpson, serie animata che omaggia la band nella puntata Lo show degli anni novanta, e Succession che utilizza il brano Rape Me nella colonna sonora. I Nirvana sono presenti anche in varie produzioni cinematografiche, come ad esempio Jarhead (2005) e  The Batman (2022) che utilizzano il brano Something in the way nelle loro rispettive colonne sonore.
Il Museum of Pop Culture di Seattle (MoPop) ospita, nella sezione dedicata alla musica, una selezione di memorabilia della band.

## Formazione

### Ultima formazione
- Kurt Cobain – voce, chitarra (1987–1994), basso (1993)
- Krist Novoselic – basso (1987–1994), fisarmonica (1993-1994)
- Dave Grohl – batteria, cori (1990–1994)
- Pat Smear – chitarra, cori (1993–1994)

### Ex-componenti
- Aaron Burckhard – batteria (1987)
- Dale Crover – batteria, cori (1987-1988, 1990)
- Dave Foster – batteria (1988)
- Chad Channing – batteria (1988–1990)
- Jason Everman – chitarra, cori (1989)
- Dan Peters – batteria (1990)

### Turnisti
- Lori Goldston – violoncello (1993–1994)

## Discografia

### Album in studio
- 1989 – Bleach
- 1991 – Nevermind
- 1993 – In Utero

## Videografia
- 1991 – Smells Like Teen Spirit, diretto da Samuel Bayer
- 1992 – Come as You Are, diretto da Kevin Kerslake
- 1992 – Lithium, diretto da Kevin Kerslake
- 1992 – In Bloom, diretto da Kevin Kerslake
- 1993 – Sliver, diretto da Kevin Kerslake
- 1993 – Heart-Shaped Box, diretto da Anton Corbijn
- 1994 – Pennyroyal Tea, diretto da Jeffery Plankser (cancellato in pre-produzione a causa della morte di Cobain)
- 2002 – You Know You're Right, diretto da Chris Hafner

## Premi e riconoscimenti
| Anno | Premio                 | Categoria                                                    |
| ---- | ---------------------- | ------------------------------------------------------------ |
| 1992 | MTV Video Music Awards | Miglior nuovo artista (Smells Like Teen Spirit)              |
| 1992 | MTV Video Music Awards | Miglior video musicale alternativo (Smells Like Teen Spirit) |
| 1993 | MTV Video Music Awards | Miglior video musicale alternativo (In Bloom)                |
| 1994 | MTV Video Music Awards | Miglior video musicale alternativo (Heart-Shaped Box)        |
| 1994 | MTV Video Music Awards | Miglior direzione artistica in un video (Heart-Shaped Box)   |
| 1996 | Grammy Award           | Miglior album alternativo (MTV Unplugged In New York)        |